# Onoclea
Genre
Le genre Onoclea est un genre de fougère, classé parfois dans la famille des Woodsiaceae (c'est le cas de l'index IPNI), famille souvent incluse dans celle des Dryopteridaceae (cas des index GRIN et Tropicos).

## Étymologie
L'origine du mot Onoclea est incertaine, probablement du grec onokleia langue d'âne, terme attribué à ce genre par Carl von Linné.

## Description
Les espèces d'Onoclea disposent d'un rhizome rampant, formant sans cesse de nouvelles plantes et portant deux sortes de frondes : les unes purement végétatives, vertes, foliacées, disparaissant à l'époque des gelées, les autres fructifères, rigides, persistant tout l'hiver, à divisions primaires contractées en un chapelet d'enveloppes sphériques qui dissimulent les spores.

## Espèces
Le genre a connu de multiples remaniements conduisant, selon les index, d'une seule espèce (GRIN) à 57 références (IPNI et Tropicos). À cela s'ajoute un problème de nombreux synonymes. La liste ci-dessous est tirée des index IPNI et Tropicos.
- Onoclea attenuata Sw. (1801)
- Onoclea augescens Link (1841)
- Onoclea boryana Sw. (1806)
- Onoclea capensis Thunb. (1800)
- Onoclea crispa Hoffm. (1795)
- Onoclea discolor Sw. (1806)
- Onoclea intermedia (C.Chr.) M.Kato, T.Suzuki & N.Nakato (1991)
- Onoclea interrupta (Maxim.) Gastony & M.C.Ungerer (1997)
- Onoclea lineata Sw. (1801)
- Onoclea myriothecaefolia Bory ex Willd. (1810)
- Onoclea nodulosa Michx. (1803)
- Onoclea nuda Labill. (1806)
- Onoclea obtusilobata Schkuhr (1809)
- Onoclea orientalis Hook. (1862)
- Onoclea pensylvatica Sm. (1813)
- Onoclea polypodioides L. (1771)
- Onoclea procera Spreng. (1799)
- Onoclea quercifolia Willd. (1802)
- Onoclea scandens Sw. (1806)
- Onoclea sensibilis L. (1753)
  - Onoclea sensibilis f. acutisegmenta Gruber (1940)
  - Onoclea sensibilis var. genuina Wherry (1937)
  - Onoclea sensibilis var. obtusilobata (Schkuhr) Torr. (1847)
  - Onoclea sensibilis L. f. ventroperaferens Neidorf (1949)
- Onoclea sorbifolia (L.) Sw. (1806)
- Onoclea spicant Hoffm. (1795)
- Onoclea spicata Sw. (1803)
- Onoclea striata Sw. (1806)
- Onoclea struthiopteris Hoffm. (1795) - synonyme : Matteuccia struthiopteris (L.) Tod. 
  - Onoclea struthiopteris f. foliacea (Farw.) B.Boivin (1960)
  - Onoclea struthiopteris f. obtusilobata (Clute) B.Boivin (1961)
  - Onoclea struthiopteris var. pensylvanica (Willd.) B.Boivin (1961)
  - Onoclea struthiopteris f. pubescens (Terry) B.Boivin (1961)
- Onoclea variabilis Poir. (1816)
- Onoclea × glaciogena Wagner